# Bretagne Classic 2022
La 86.ª edición de la clásica ciclista Bretagne Classic (nombre oficial: Bretagne Classic - Ouest-France) fue una carrera en Francia que se celebró el 28 de agosto de 2022 con inicio y final en la ciudad de Plouay sobre un recorrido de 254,8 km.
La carrera formó parte del UCI WorldTour 2022, calendario ciclístico de máximo nivel mundial, siendo la vigésima octava carrera de dicho circuito y fue ganada por el belga Wout van Aert del Jumbo-Visma. Completaron el podio, como segundo y tercer clasificado respectivamente, el francés Axel Laurance del B&B Hotels-KTM y el danés Alexander Kamp del Trek-Segafredo.

## Equipos participantes
Tomaron parte en la carrera 24 equipos, los cuales incluyen los 18 equipos de categoría UCI WorldTeam y 6 de categoría UCI ProTeam, quienes formaron un pelotón de 166 ciclistas de los que terminaron 139. Los equipos participantes fueron:
| WorldTeams (18)- AG2R Citroën Team - Astana Qazaqstan Team - Bahrain Victorious - Bora-Hansgrohe - BikeExchange-Jayco - Cofidis - Team DSM - EF Education-EasyPost - Groupama-FDJ - Ineos Grenadiers - Intermarché-Wanty-Gobert Matériaux - Israel-Premier Tech - Jumbo-Visma - Lotto-Soudal - Movistar Team - Quick-Step Alpha Vinyl - Trek-Segafredo - UAE Team Emirates ProTeams (6)- Arkéa-Samsic - B&B Hotels-KTM - Bardiani-CSF-Faizanè - Bingoal Pauwels Sauces WB - TotalEnergies - Uno-X Pro Cycling Team |
| |

## Clasificación final
La clasificación finalizó de la siguiente forma:

### Clasificación general
| \| Clasificación general \| Clasificación general \| Clasificación general \| Clasificación general \| Clasificación general \| \| Ciclista \| Ciclista \| Equipo \| Tiempo \| \| \| --------------------- \| --------------------- \| ---------------------------------- \| --------------------- \| --------------------- \| \| 1.º \| Wout van Aert \| Jumbo-Visma \| 6 h 04 min 22 s \| \| \| 2.º \| Axel Laurance \| B&B Hotels-KTM \| + 0 s \| \| \| 3.º \| Alexander Kamp \| Trek-Segafredo \| + 0 s \| \| \| 4.º \| Arnaud De Lie \| Lotto-Soudal \| + 0 s \| \| \| 5.º \| Filippo Fiorelli \| Bardiani CSF Faizanè \| + 0 s \| \| \| 6.º \| Biniam Girmay \| Intermarché-Wanty-Gobert Matériaux \| + 0 s \| \| \| 7.º \| Oliver Naesen \| AG2R Citroën Team \| + 0 s \| \| \| 8.º \| Benjamin Thomas \| Cofidis \| + 0 s \| \| \| 9.º \| Toms Skujiņš \| Trek-Segafredo \| + 0 s \| \| \| 10.º \| Andrea Piccolo \| EF Education-EasyPost \| + 0 s \| \| |                  |                                    |                 |
| |                  |                                    |                 |
| Fuente: ProCyclingStats |                  |                                    |                 |
| Clasificación general |                  |                                    |                 |
| Ciclista | Ciclista         | Equipo                             | Tiempo          |
| 1.º | Wout van Aert    | Jumbo-Visma                        | 6 h 04 min 22 s |
| 2.º | Axel Laurance    | B&B Hotels-KTM                     | + 0 s           |
| 3.º | Alexander Kamp   | Trek-Segafredo                     | + 0 s           |
| 4.º | Arnaud De Lie    | Lotto-Soudal                       | + 0 s           |
| 5.º | Filippo Fiorelli | Bardiani CSF Faizanè               | + 0 s           |
| 6.º | Biniam Girmay    | Intermarché-Wanty-Gobert Matériaux | + 0 s           |
| 7.º | Oliver Naesen    | AG2R Citroën Team                  | + 0 s           |
| 8.º | Benjamin Thomas  | Cofidis                            | + 0 s           |
| 9.º | Toms Skujiņš     | Trek-Segafredo                     | + 0 s           |
| 10.º | Andrea Piccolo   | EF Education-EasyPost              | + 0 s           |

## UCI World Ranking
La Bretagne Classic otorgó puntos para el UCI World Ranking para corredores de los equipos en las categorías UCI WorldTeam, UCI ProTeam y Continental. Las siguientes tablas son el baremo de puntuación y los diez corredores que obtuvieron más puntos:
| Posición   | 1.º | 2.º | 3.º | 4.º | 5.º | 6.º | 7.º | 8.º | 9.º | 10.º | 11.º | 12.º | 13.º | 14.º | 15.º-20.º | 21.º-30.º | 31.º-50.º | 51.º-55.º | 56.º-60.º |
| Puntuación | 400 | 320 | 260 | 220 | 180 | 140 | 120 | 80  | 68  | 56   | 48   | 40   | 32   | 28   | 24        | 16        | 8         | 4         | 2         |

| Clasificación |                  |                                    |        |
| Posición      | Ciclista         | Equipo                             | Puntos |
| ------------- | ---------------- | ---------------------------------- | ------ |
| 1.º           | Wout van Aert    | Jumbo-Visma                        | 400    |
| 2.º           | Axel Laurence    | B&B Hotels-KTM                     | 320    |
| 3.º           | Alexander Kamp   | Trek-Segafredo                     | 260    |
| 4.º           | Arnaud De Lie    | Lotto Soudal                       | 220    |
| 5.º           | Filippo Fiorelli | Bardiani-CSF-Faizanè               | 180    |
| 6.º           | Biniam Girmay    | Intermarché-Wanty-Gobert Matériaux | 140    |
| 7.º           | Oliver Naesen    | AG2R Citroën                       | 120    |
| 8.º           | Benjamin Thomas  | Cofidis                            | 100    |
| 9.º           | Toms Skujiņš     | Trek-Segafredo                     | 80     |
| 10.º          | Andrea Piccolo   | EF Education-EasyPost              | 68     |